# フォントワークス
フォントワークス株式会社は、フォント制作会社。1993年創業。本社は東京都港区北青山。

## 概要
かつては「フォントワークスジャパン」という社名であったが、これは同社が香港企業Fontworks International, Ltd.の販売代理店として設立されたという経緯による。その後、2008年7月に現在の社名へと改められている。
業界で初めて和文Type1フォントパッケージをリリースした。日本語DTP環境においては、モリサワなどと並び、出版・放送などでのシェアを伸ばしている。初期に開発・発売した自社ブランドフォントの多くに芸術家の名を使っている。
2013年6月11日、ソフトバンクテクノロジーが松雪文一元社長らから発行株式のうち88％を取得し子会社化すると発表した。取得額は17億7100万円。
2019年12月、本社を福岡市博多区から東京都港区へ移転し、福岡本社は「Fukuoka Creative Lab」となった。
2023年、米国のMonotype社がフォントワークスを買収。
2025年2月13日、商号をMonotype株式会社へ3月31日付で変更することを発表。

## 事業所
- 東京本社
  - 〒107-0061 東京都港区北青山3丁⽬2-4 ⽇新⻘⼭ビル5F（北緯35度40分08.9秒 東経139度42分55.4秒 / 北緯35.669139度 東経139.715389度）
- Fukuoka Creative Lab
  - 〒812-0026 福岡県福岡市博多区上川端町13-15 安田第7ビル7階（北緯33度35分42.4秒 東経130度24分25.5秒 / 北緯33.595111度 東経130.407083度）

## LETS
フォントワークスはOCF、CID、OpenType（Windows環境に限りTrueTypeも提供されている）といった各形式のフォントを販売しているが、売り切り制ではなく年間契約方式の「LETS」（Leading Edge Type Solution）というサービスを提供している。これは、年会費を払っていれば、OSの違いを気にすることなく、さまざまな書体を使うことができるという包括的なサポートプログラムで、2005年からイワタも参加している。また、2009年2月よりタイプバンクも「タイプバンクLETS（2010年4月にモリサワの完全子会社になったことに伴い2012年8月に終了し、同年9月に「TypeBank PASSPORT」を開始）」の名称で、2010年には白舟書体も「白舟LETS（2018年をもって契約を終了し、2019年3月22日よりシヤチハタ・白舟書体共同運営の「J-Font.com」に移行）」の名称で、2016年にはモトヤも「モトヤLETS」の名称で、2019年には昭和書体も「昭和書体LETS（「昭和書体全集」販売開始に伴い2022年8月31日をもって終了）」の名称で参加している。
この年間契約方式のライセンスプログラムはフォントメーカー他社にも影響を与えており、モリサワが同様の仕組みである「MORISAWA PASSPORT」（モリサワ・パスポート）を開始しているほか、ダイナコムウェア・視覚デザイン研究所などが同様のライセンスプログラムを開始している。
しかしながら、年間契約方式においては、毎年年会費という「固定経費」が発生することから、（特にフォントについては）「買い切り（売り切り）」での「経費は購入時のみ」という考え方が浸透しているユーザーの一部に未だ反発や疑問の声もある。

## 主なフォント
筑紫シリーズ
フォントワークスのフラッグシップフォントと呼ぶにふさわしい書体。
- 筑紫明朝
- 筑紫ゴシック
- 筑紫A丸ゴシック
- 筑紫B丸ゴシック

クラシックシリーズ
ハイエンドの出版に要求される高い水準を満たした標準書体。
- マティス
- ロダン
- ニューロダン
- スーラ
- セザンヌ
- ニューセザンヌ
- グレコ
- ユトリロ

UD書体シリーズ
- UD明朝
- UD角ゴ
- UD丸ゴ

ベイシックシリーズ
従来のクラシックシリーズとはひと味違う準定番として開発された書体。
- モード明朝A
- モード明朝B
- テロップ明朝
- スキップ
- ハミング
- 大江戸勘亭流
- アンチックセザンヌ

キャッチシリーズ
キャッチコピーや見出しなどに適した書体。
- カラット
- コメット
- ロウディ
- スランプ
- ロックンロール
- Popハッピネス
- Popジョイ
- Popフューリ
- キアロ
- ミステリ
- レゲエ
- ラグラン
- ラグランパンチ
- ユールカ
- ベビポップ
- パルレトロン

デザインクラブ
これまでにないジャンルを切り開く書体デザイナーがデザインし、フォントワークスがプロデュースした個性あふれる書体。大日本印刷の「秀英体」および昭和書体については、モリサワからもリリースされている（互換性はない）。
- 秀英明朝
- 秀英初号明朝
- 秀英横太明朝
- 秀英四号かな
- 秀英四号太かな
- 秀英角ゴシック金
- 秀英角ゴシック銀
- 秀英アンチック
- 秀英丸ゴシック
- アニト
- あられ
- ぶどう
- くろかね
- あおかね
- ニューシネマ
- アーク
- 古今江戸
- 古今髭
- 角隷
- 豊隷
- ゴスペル
- クックハンド

かなシリーズ
クラシックシリーズ（マティス・ロダン・スーラ・セザンヌ）にウエイトを合わせたかな書体。OpenTypeは予めクラシックシリーズの漢字と混植した総合書体となっている。
- えれがんと（マティスえれがんと）
- マティスV
- キャピー（スーラキャピー） - 同じタイプフェイスがモリサワからも『キャピーN』としてリリースされている（ただしラテン文字・数字・「！」などの約物が新丸ゴになっており、漢字を含まないかな書体となっている）。
- NTLG（ロダンNTLG） - 同じタイプフェイスがモリサワからも『タイプラボN』としてリリースされている（ただしラテン文字・数字・「！」などの約物が新ゴになっており、漢字を含まないかな書体となっている）。
- 墨東（ロダン墨東・セザンヌ墨東） - 同上。
- わんぱく（ロダンわんぱく） - 同上。
- ハッピー（ロダンハッピー） - 同上。
- カトレア（ロダンカトレア）
- マリア（ロダンマリア）

企業特注フォント
- LINE Seed JP - LINE株式会社公式コーポレートフォント。商用利用可能で無償公開している。
- テレ朝UD - テレビ朝日の報道・情報番組専用として、「UD角ゴ_ラージ」をベースに開発されたオリジナルフォント。一般流通はしておらず、ANN系列各局の生放送テロップ用途においてのみ使用されている。
- SAISON Sans／SAISON Sans Advance - クレディセゾンと共同開発した、同社のコーポレートフォント。田中一光（セゾングループクリエイティブディレクター）が「セゾンカード」やクレディセゾンのロゴ作成時に使用した文字を基に開発された。